# Leonardus Marinus van den Berg
Leonardus Marinus van den Berg (Alkmaar, 10 januari 1877 - 14 november 1942) was een Nederlandse lector in de Galenische farmacie en Receptuur aan de Rijksuniversiteit Groningen.
Van den Berg studeerde na zijn middelbareschoolopleiding farmacie in Amsterdam en promoveerde aldaar in 1905. Na aanvankelijk apotheker in zijn geboortestad te zijn geweest vertrok hij in 1911 naar Groningen. In deze stad werd hij apotheker van het Academisch Ziekenhuis en in 1920 lector bij de rijksuniversiteit. Leonardus Marinus van den Berg is een van de oud-ereleden der G.F.S.V. "Pharmaciae Sacrum".
Als vrijmetselaar was Van den Berg sterk betrokken bij de loge L'Union Provinciale; van 1920 tot 1928 en van 1929 tot 1945 was hij voorzittend meester van deze vrijmetselaarsloge. Dat hij tot bijna drie jaar na zijn dood als voorzittend meester wordt gezien heeft te maken met het feit dat in de Tweede Wereldoorlog de vrijmetselarij verboden was, en er geen opvolger gekozen kon worden.